# Hamas
Hamas (arabsko حركة حماس), akronim za حركة المقاومة الاسلامية, Harakat al-Muqawama al-Islamiyya (Islamsko gibanje odpora) je danes največja politična stranka v palestinskem parlamentu, ki je nastala kot teroristična skupina leta 1987 med intifado. Njegov ustanovitelj je bil šejk Ahmed Yassin, danes (2006) pa ga vodi Ismail Haniya.
Vojaško krilo Hamasa je v preteklosti izvedlo številne teroristične napade na Izrael. Leta 1993 je to krilo pripravilo številne samomorilske bombne napade v Izraelu, da bi preprečilo izvajanje sporazuma in nadaljnje dogovarjanje med Izraelom in Palestinsko osvobodilno organizacijo (PLO), ki bi zagotavljal Palestincem omejeno avtonomijo v Gazi in na Zahodnem bregu. Hamas je zahteval popoln umik Izraela z obeh območij.
Zaradi nasprotovanja politiki Jaserja Arafata so simpatizerje Hamasa preganjali, palestinska uprava jih je zapirala, vendar so nekateri posamezniki sodelovali na volitvah za palestinski parlament leta 1996.
Na parlamentarnih volitvah leta 2006 je Hamas dobil absolutno večino v palestinskem parlamentu. Danes gibanje upravlja z džamijami, šolami, bolnišnicami in socialnimi programi.